# Моллет, Томми
То́мми Молле́т (нидерл. Tommy Mollet; 29 марта 1979; Тилбург, Нидерланды) — голландский тхэквондист, бронзовый призёр чемпионата мира 2007 года и многократный призёр чемпионатов Европы.

## Биография
На крупных международных юниорских турнирах Моллет стал выступать, начиная с 1996 года. Первым успехов в карьере молодого голландца стало золото на чемпионате Европы среди юниоров в 1997 году. В 2002 году Моллет завоевал свою первую значимую медаль на взрослом уровне. На чемпионате Европы голландский тхэквондист стал бронзовым призёром. За свою карьеру Моллет ещё трижды становился третьим на континентальных первенствах, а в 2005 году смог дойти до финала чемпионата Европы, но уступив в решающем поединке стал серебряным призёром. Наиболее значимым достижением в карьере Томми Моллета стала бронзовая медаль, завоёванная на чемпионате мира 2007 года в Пекине.
Несмотря на различные успехи на международной арене Моллет ещё ни разу не принимал участие в летних Олимпийских играх. В 2012 году голландец имеет возможность дебютировать на играх четырёхлетия в Лондоне. Такую возможность он завоевал, заняв второе место на олимпийском квалификационном турнире, который прошёл в январе 2012 года в Казани.